# كليفورد لينش
كليفورد لينش (بالإنجليزية: Clifford Lynch)‏ هو عالم حاسوب أمريكي، ولد سنة 1954.